# Enrique García-Ramal y Cellalbo
Enrique García-Ramal y Cellalbo (Barcelona, 27 de juliol de 1914 - Madrid, 30 de novembre de 1987) va ser un polític falangista català. Fou ministre del govern espanyol durant el franquisme. Estava casat amb Carmen López de Haro i tenia dos fills.

## Trajectòria
Era enginyer industrial, havent-se doctorat per la Universitat de Barcelona. Durant aquells anys formà part de la Peña Blanca i es relacionà amb grups d'extrema dreta espanyolista, ingressant finalment a la Falange Española. Va prendre part activa en el cop d'estat del 18 de juliol de 1936 contra la República a Barcelona, i durant la Guerra Civil va anar al front com a tinent provisional.
Durant la dictadura franquista va tenir un paper polític rellevant. Va fundar el Sindicat Vertical de Barcelona, el 1940. Va ser regidor de l'Ajuntament de Barcelona (1946-1949). Va ser president del Sindicat Nacional del Metall (1948-1951), conseller d'Economia Nacional, el 1958. Va ser ministre "Delegado Nacional de Sindicatos" (1969-1971). Ministro de Relaciones Sindicales del 29 d'octubre de 1969 al 9 de juny de 1973, al govern presidit per Luis Carrero Blanco. Va ser de nou conseller d'Economia Nacional, el 1974. Procurador en Corts espanyoles franquistes el 1946, 1949, 1961, 1964, 1967 i 1971.
Entre els càrrecs empresarials ocupats destaca el de director gerent d'Altos Hornos de Vizcaya i d'Hulleras de Turón (1963-69). Va ser conseller d'un gran nombre de societats.